# Autorização de Supressão de Vegetação
A Autorização de Supressão de Vegetação (ASV) é o instrumento que disciplina os procedimentos de supressão de vegetação nativa em empreendimentos de interesse público ou social submetidos ao Instituto Brasileiro do Meio Ambiente e dos Recursos Naturais Renováveis (IBAMA). As diferentes unidades da federação também podem estabelecer procedimentos e exigências para a autorização de supressão de vegetação, conforme a competência do licenciamento ambiental.